# Galovac (jezero)
Galovac je jezero u Nacionalnom parku Plitvička jezera, pripada u skupinu Gornjih jezera.

## Opis
Nalazi se na nadmorskoj visini od 582 metra. Površine je 12,5 hektara. Najveća dubina je 24 metra u sjevernom dijelu jezera pod obroncima Stubice. Njegova dužina iznosi 580 m uz širinu do 350 m, a površina mu iznosi 0,12 km². To je treće plitvičko jezero po svojoj veličini. Zbog velike dubine jezerska voda je tamnozelene boje. Okruženo je stablima četinara.
Galovac je dobilo svoje ime po kapetanu Galu, koji je potukao Turke ili po harambaši Galoviću.
Zapadnu stranu jezera čini široka sedrena barijera, preko koje se obrušava voda Batinovca, Vira i Malog jezera na slapovima u lepezastim kaskadama. Najviši je slap u jugozapadnom dijelu barijere Veliki Prštavac  visok 28 metara. 
Sjevernu granicu ovog jezera čine impresivne dolomitne stijene koje počinju odmah ispod Stubice koje su obrasle niskim listopadnim drvećem i grmljem. Uza sjevernu stazu pod obroncima Stubice lijepi su izdanci dolomita, a pogled na jezero pruža se s veće visine. Južnije je Galovac ograničen s blagim brežuljcima jako obraslog brda Crni Vrh. Autobus polazi u podnožju Crnog Vrha, uz staru cestu.
Sedrena barijera Galovca određuje impozantnu granicu na istoku širine oko 200 m. Značajna je po brojnim slapovima - zvanim Mali Prštavci 18m, Veliki Prštavci 28m, slapovi kod  ploče akademika Ive  Pevaleka 14m i Galovački Buk 16m, koji se s razine jezera Galovac spuštaju niz visoku sedrenu barijeru.
Oko Galovca su uređene staze za posjetitelje. Jedna od njih vodi do Tomićevog pogleda – vidikovca, s kojeg se pruža pogled na Plitvička jezera.
Prostrano jezero ima svijetlo - zelenkastu boju u plićinama na sjeverozapadnoj strani, a tamniju u središnjem dijelu zbog veće dubine. Posebnu ljepotu ovom dijelu jezera daju jesenje boje, kad rujevina zacrveni padine brda i kad se rumenilom prekrije i bjelogorično drveće uza slapove i jezero.
U njegovoj blizini je stijena na koju je postavljena u čast profesora Ive Pevaleka, najpoznatijeg znanstvenika Nacionalnog parka Plitvička jezera, mjedena plaketa s njegovim likom i njegovim izvanrednim dostignućima za očuvanje Plitvičkih jezera.